# Coccus nyika
Coccus nyika är en insektsart som beskrevs av Hodgson 1970. Coccus nyika ingår i släktet Coccus och familjen skålsköldlöss.
Artens utbredningsområde är Malawi. Inga underarter finns listade i Catalogue of Life.